# نوم (أسطورة)
نُوم (بالإنجليزية: Num)‏ ربة السماء والقبة السماوية في أساطير ساموا.